# Хемхофен
Хемхофен (њем. Hemhofen) општина је у њемачкој савезној држави Баварска. Једно је од 25 општинских средишта округа Ерланген-Хехштат. Према процјени из 2010. у општини је живјело 5.127 становника. Посједује регионалну шифру (AGS) 9572130.

## Географски и демографски подаци
Хемхофен се налази у савезној држави Баварска у округу Ерланген-Хехштат. Општина се налази на надморској висини од 280- 340 метара. Површина општине износи 6,8 km². У самом мјесту је, према процјени из 2010. године, живјело 5.127 становника. Просјечна густина становништва износи 757 становника/km².